# Tournoi de tennis de Singapour
Le tournoi de Singapour est un tournoi de tennis féminin du circuit professionnel WTA et masculin du circuit professionnel ATP.
Le tournoi féminin a été organisé à six reprises de 1986 à 1994. Seule Naoko Sawamatsu s'est imposée deux fois, en 1990 et 1994. Le tournoi renait en 2025.
Le tournoi masculin a été disputé entre 1989 et 1992 sur surface dure en extérieur et de 1996 à 1999 sur surface synthétique en salle.
En février 2021, l'ATP décide de réintégrer le tournoi en catégorie ATP 250 à cause de la pandémie de Covid-19 qui a bouleversé le calendrier initial.

## Palmarès dames

### Simple
| No | Date       | Nom et lieu du tournoi     | Catégorie      | Dotation       | Surface        | Vainqueure       | Finaliste       | Score          |                |
| -- | ---------- | -------------------------- | -------------- | -------------- | -------------- | ---------------- | --------------- | -------------- | -------------- |
| 1  | 20-10-1986 | Singapore Open, Singapour  |                | 50 000 $       | Dur (int.)     | Gigi Fernández   | Mercedes Paz    | 6-4, 2-6, 6-4  | Tableau        |
| 2  | 27-04-1987 | Singapore Open, Kallang    |                | 50 000 $       | Dur (ext.)     | Anne Minter      | Barbara Gerken  | 6-4, 6-1       | Tableau        |
| 3  | 18-04-1988 | Singapore Open, Singapour  | Tier V         | 50 000 $       | Dur (ext.)     | Monique Javer    | Leila Meskhi    | 7-6, 6-3       | Tableau        |
| 4  | 10-04-1989 | DHL Open, Singapour        | Tier V         | 75 000 $       | Dur (ext.)     | Belinda Cordwell | Akiko Kijimuta  | 6-1, 6-0       | Tableau        |
| 5  | 23-04-1990 | DHL Open, Singapour        | Tier IV        | 150 000 $      | Dur (ext.)     | Naoko Sawamatsu  | Sarah Loosemore | 7-6, 3-6, 6-4  | Tableau        |
|    | 1991-1993  | Pas de tournoi             | Pas de tournoi | Pas de tournoi | Pas de tournoi | Pas de tournoi   | Pas de tournoi  | Pas de tournoi | Pas de tournoi |
| 6  | 18-04-1994 | Singapore Classic, Kallang | Tier IV        | 100 000 $      | Dur (ext.)     | Naoko Sawamatsu  | Florencia Labat | 7-5, 7-5       | Tableau        |
|    | 1995-2024  | Pas de tournoi             | Pas de tournoi | Pas de tournoi | Pas de tournoi | Pas de tournoi   | Pas de tournoi  | Pas de tournoi | Pas de tournoi |
| 7  | 27-01-2025 | Singapore Open, Singapour  | WTA 250        | 275 094 $      | Dur (int.)     | Elise Mertens    | Ann Li          | 6-1, 6-4       | Tableau        |

### Double
| No | Date       | Nom et lieu du tournoi    | Catégorie      | Dotation       | Surface        | Vainqueures                           | Finalistes                        | Score          |                |
| -- | ---------- | ------------------------- | -------------- | -------------- | -------------- | ------------------------------------- | --------------------------------- | -------------- | -------------- |
| 1  | 20-10-1986 | Singapore Open Singapour  |                | 50 000 $       | Dur (int.)     | Anna Maria Fernández Julie Richardson | Sandy Collins Sharon Walsh        | 6-3, 6-2       | Tableau        |
| 2  | 27-04-1987 | Singapore Open Kallang    |                | 50 000 $       | Dur (ext.)     | Anna Maria Fernández Julie Richardson | Barbara Gerken Heather Ludloff    | 6-1, 6-4       | Tableau        |
| 3  | 18-04-1988 | Singapore Open Singapour  | Tier V         | 50 000 $       | Dur (ext.)     | Natalia Bykova Natalia Medvedeva      | Leila Meskhi Svetlana Parkhomenko | 7-6, 6-3       | Tableau        |
| 4  | 10-04-1989 | DHL Open Singapour        | Tier V         | 75 000 $       | Dur (ext.)     | Belinda Cordwell Elizabeth Smylie     | Ann Henricksson Beth Herr         | 6-7, 6-2, 6-1  | Tableau        |
| 5  | 23-04-1990 | DHL Open Singapour        | Tier IV        | 150 000 $      | Dur (ext.)     | Jo Durie Jill Hetherington            | Pascale Paradis Catherine Suire   | 6-4, 6-1       | Tableau        |
|    | 1991-1993  | Pas de tournoi            | Pas de tournoi | Pas de tournoi | Pas de tournoi | Pas de tournoi                        | Pas de tournoi                    | Pas de tournoi | Pas de tournoi |
| 6  | 18-04-1994 | Singapore Classic Kallang | Tier IV        | 100 000 $      | Dur (ext.)     | Patty Fendick Meredith McGrath        | Nicole Arendt Kristine Radford    | 6-4, 6-1       | Tableau        |
|    | 1995-2024  | Pas de tournoi            | Pas de tournoi | Pas de tournoi | Pas de tournoi | Pas de tournoi                        | Pas de tournoi                    | Pas de tournoi | Pas de tournoi |
| 7  | 27-01-2025 | Singapore Open Singapour  | WTA 250        | 275 094 $      | Dur (int.)     | Desirae Krawczyk Giuliana Olmos       | Wang Xinyu Zheng Saisai           | 7-5, 6-0       | Tableau        |

## Palmarès messieurs

### Simple
| No | Date       | Nom et lieu du tournoi                   | Catégorie           | Dotation       | Surface         | Vainqueur         | Finaliste        | Score          |                |
| -- | ---------- | ---------------------------------------- | ------------------- | -------------- | --------------- | ----------------- | ---------------- | -------------- | -------------- |
| 1  | 24-04-1989 | Epson Super Tennis Tournament, Singapour |                     | 150 000 $      | Dur (ext.)      | Kelly Jones       | Amos Mansdorf    | 6-1, 7-5       |                |
| 2  | 30-04-1990 | Epson Super Tennis Tournament, Singapour | World Series        | 225 000 $      | Dur (ext.)      | Kelly Jones       | Richard Fromberg | 6-4, 2-6, 7-6  |                |
| 3  | 22-04-1991 | Epson Super Tennis Tournament, Singapour | World Series        | 225 000 $      | Dur (ext.)      | Jan Siemerink     | Gilad Bloom      | 6-4, 6-3       |                |
| 4  | 30-03-1992 | Epson Super Tennis Tournament, Singapour | World Series        | 235 000 $      | Dur (int.)      | Simon Youl        | Paul Haarhuis    | 6-4, 6-1       |                |
|    | 1993-1995  | Pas de tournoi                           | Pas de tournoi      | Pas de tournoi | Pas de tournoi  | Pas de tournoi    | Pas de tournoi   | Pas de tournoi | Pas de tournoi |
| 5  | 30-09-1996 | Heineken Open Singapore, Singapour       | World Series        | 389 250 $      | Moquette (int.) | Jonathan Stark    | Michael Chang    | 6-4, 6-4       |                |
| 6  | 06-10-1997 | Heineken Open Singapore, Singapour       | Championship Series | 550 000 $      | Moquette (int.) | Magnus Gustafsson | Nicolas Kiefer   | 4-6, 6-3, 6-3  |                |
| 7  | 12-10-1998 | Heineken Open Singapore, Singapour       | Series Gold         | 575 000 $      | Moquette (int.) | Marcelo Ríos      | Mark Woodforde   | 6-4, 6-2       |                |
| 8  | 11-10-1999 | Heineken Open Singapore, Singapour       | Series Gold         | 600 000 $      | Dur (int.)      | Marcelo Ríos      | Mikael Tillström | 6-2, 7-6       | Tableau        |
|    | 2000-2020  | Pas de tournoi                           | Pas de tournoi      | Pas de tournoi | Pas de tournoi  | Pas de tournoi    | Pas de tournoi   | Pas de tournoi | Pas de tournoi |
| 9  | 22-02-2021 | Singapore Tennis Open, Singapour         | ATP 250             | 361 800 $      | Dur (ext.)      | Alexei Popyrin    | Alexander Bublik | 4-6, 6-0, 6-2  | Tableau        |

### Double
| No | Date       | Nom et lieu du tournoi                   | Catégorie           | Dotation       | Surface         | Vainqueurs                       | Finalistes                         | Score          |                |
| -- | ---------- | ---------------------------------------- | ------------------- | -------------- | --------------- | -------------------------------- | ---------------------------------- | -------------- | -------------- |
| 1  | 24-04-1989 | Epson Super Tennis Tournament, Singapour |                     | 150 000 $      | Dur (ext.)      | Rick Leach Jim Pugh              | Paul Chamberlin Paul Wekesa        | 6-3, 6-4       |                |
| 2  | 30-04-1990 | Epson Super Tennis Tournament, Singapour | World Series        | 225 000 $      | Dur (ext.)      | Mark Kratzmann Jason Stoltenberg | Brad Drewett Todd Woodbridge       | 6-1, 6-0       |                |
| 3  | 22-04-1991 | Epson Super Tennis Tournament, Singapour | World Series        | 225 000 $      | Dur (ext.)      | Grant Connell Glenn Michibata    | Stefan Kruger Christo van Rensburg | 6-4, 5-7, 7-6  |                |
| 4  | 30-03-1992 | Epson Super Tennis Tournament, Singapour | World Series        | 235 000 $      | Dur (int.)      | Todd Woodbridge Mark Woodforde   | Grant Connell Glenn Michibata      | 6-7, 6-2, 6-4  |                |
|    | 1993-1995  | Pas de tournoi                           | Pas de tournoi      | Pas de tournoi | Pas de tournoi  | Pas de tournoi                   | Pas de tournoi                     | Pas de tournoi | Pas de tournoi |
| 5  | 30-09-1996 | Heineken Open Singapore, Singapour       | World Series        | 389 250 $      | Moquette (int.) | Todd Woodbridge Mark Woodforde   | Martin Damm Andreï Olhovskiy       | 7-6, 7-6       |                |
| 6  | 06-10-1997 | Heineken Open Singapore, Singapour       | Championship Series | 550 000 $      | Moquette (int.) | Mahesh Bhupathi Leander Paes     | Rick Leach Jonathan Stark          | 6-4, 6-4       |                |
| 7  | 12-10-1998 | Heineken Open Singapore, Singapour       | Series Gold         | 575 000 $      | Moquette (int.) | Todd Woodbridge Mark Woodforde   | Mahesh Bhupathi Leander Paes       | 6-2, 6-3       |                |
| 8  | 11-10-1999 | Heineken Open Singapore, Singapour       | Series Gold         | 600 000 $      | Dur (int.)      | Max Mirnyi Eric Taino            | Todd Woodbridge Mark Woodforde     | 6-3, 6-4       | Tableau        |
|    | 2000-2020  | Pas de tournoi                           | Pas de tournoi      | Pas de tournoi | Pas de tournoi  | Pas de tournoi                   | Pas de tournoi                     | Pas de tournoi | Pas de tournoi |
| 9  | 22-02-2021 | Singapore Tennis Open, Singapour         | ATP 250             | 361 800 $      | Dur (ext.)      | Sander Gillé Joran Vliegen       | Matthew Ebden John-Patrick Smith   | 6-2, 6-3       | Tableau        |